# Пецано-Филета (Салерно)
Пецано-Филета (итал. Pezzano-Filetta) је насеље у Италији у округу Салерно, региону Кампанија.
Према процени из 2011. у насељу је живело 2434 становника. Насеље се налази на надморској висини од 239 м.